# Geist und Schönheit
Geist und Schönheit war eine illustrierte Monatszeitschrift des Dresdner Verlags „Geist und Schönheit“, die von 1939 bis 1940 erschien und von Wilm Burghardt herausgegeben wurde.
Die frühere populäre Zeitschrift Die Schönheit, die von 1903 bis 1931 erschien, baute auf freiem Körperausdruck, künstlerischer Aktfotografie und Körperpflege auf. Sie wurde zwar 1931 eingestellt, entstand später aber in neuer Form als Plattform für Körperkultur, darunter auch Geist und Schönheit, die das Thema fortführte.
Die Zeitschrift war dem Deutschen Bund für Körperkultur e. V. angeschlossen und würdigte die Schönheit, Gesundheit und moralischen Aspekte des Körpers.
Die Zeitschrift enthielt ganzseitige Aktfotografien sowie poetische und essayistische Texte zu Themen wie Hygiene, Moral, Natur, Kunst, spirituelle Schönheit und Körperkultur. Die Hauptthemen einiger Ausgaben:
- Körperbildung
- Die Bedeutung von Nacktheit
- Lebenswille und Lebensführung
- Lob des schönen Mannes

Das Motto der Zeitschrift lautete „Die Schönheit von Mann und Körper fördern – körperliche und geistige Harmonie durch Arbeit, Sport und ein Leben im Freien erreichen“.
Acht Hefte erschienen als Neuerscheinungen in den Jahren 1939 und 1940. Eine Fortsetzung der Reihe erfolgte nicht. Zwar waren weitere Ausgaben geplant, diese wurden jedoch aufgrund der Ereignisse des Zweiten Weltkriegs eingestellt.